# Anatoli Bashashkin
Anatoli Vasilievich Bashashkin (Moscou, 23 de fevereiro de 1924 - 27 de julho de 2002) foi um futebolista soviético, campeão olímpico. 

## Carreira
Anatoli Bashashkin  fez parte do elenco medalha de ouro, nos Jogos Olímpicos de 1956.